# リングハルス原子力発電所
リングハルス原子力発電所（リングハルスげんしりょくはつでんしょ）はスウェーデンの原子力発電所。4基の原子炉が設置されており、1号機が沸騰水型原子炉、2・3・4号機が加圧水型原子炉である。ヴァールベリのVärö Peninsulaにあり、60km南にヨーテボリが位置している。総発電力は3560MWeでスウェーデン最大であり、年間24TWhを発電しており、これはスウェーデンの電力使用量の20%に及ぶ。バッテンフォールが70%、E.ONが30%で所有している。
2005年からセキュリティ侵害と事件が数件起こっており、スウェーデン放射線安全機関は2009年にリングハルスの監視を強化することを決定した。
2号機は2019年12月30日に閉鎖された。

## 註
1. ↑  “Pressmeddelande: SSM beslutar om särskilda villkor för drift vid Ringhals” (Swedish). 2009年7月8日閲覧。
2. ↑  “スウェーデンのリングハルス2号機が2019年末に永久閉鎖”.   日本原子力産業協会 (2020年1月8日). 2020年12月19日閲覧。